# Diospyros halesioides
Diospyros halesioides är en tvåhjärtbladig växtart som beskrevs av August Heinrich Rudolf Grisebach. Diospyros halesioides ingår i släktet Diospyros och familjen Ebenaceae. Inga underarter finns listade i Catalogue of Life.